# 溧水区
溧水区是中华人民共和国江苏省南京市的市辖区，位于南京市南部，距南京主城区42公里。隋朝开皇十一年（591年），置溧水县。2013年2月，撤县设区。區人民政府駐 永阳街道大东门街68号。
因境内古溧水（亦称濑水，今之胥河）得名，又称为中山。地处江南长江三角洲西部，地形主要为为丘陵山区和平原圩区，山水交错，风景优美。地处江苏西南部，近年来经济发展迅速，经济发展在江苏省处于较好水平。全区总面积为1067平方公里，辖5个街道、3个镇、1个省级开发区、2个国有农林场圃。

## 历史
隋朝开皇十一年（591年），析溧阳县西北境及故丹阳县（治今南京市江宁区小丹阳）地东部置溧水县。元朝时，升为溧水州。明朝洪武二年（1369年）降为县，属于应天府。弘治四年（1491年），又划出高淳镇置高淳县。清朝时，属江宁府。
1949年4月23日，中国人民解放军第35军攻占南京城。25日，解放军追击国军进入溧水县境，宣告“溧水解放”。28日，中国人民解放军第34军进入溧水县城。同日，中共任命的县长张君实抵达溧水。30日，中共溧水县委书记苏进程等人抵达溧水，公布政府行政机构和工作人员名单。5月1日，宣布溧水县人民政府成立。1949年后从南京划出，属镇江专区，1958年属常州专区，1959年9月，属镇江专区。1983年1月，划回南京市。2013年2月，撤县设区。

## 地理
溧水区东邻常州溧阳市，南连南京市高淳区，西与安徽省马鞍山市博望区毗邻，西北与南京市江宁区交界，东北与镇江市句容市接壤。属于宁镇扬丘陵山区，地势东南高西北低，低山丘陵面积占总面积72.5%，最高海拔368.5米。区境内浮山、东庐山、回峰山、芳山、秋湖山、无想山拱据东南，连绵环列，西横山突兀西端，逶迤绵延。

## 行政区划
溧水区下辖5个街道办事处、3个镇：
永阳街道、柘塘街道、东屏街道、石湫街道、洪蓝街道、白马镇、晶桥镇、和凤镇和溧水经济开发区。
现区政府驻地为永阳街道（原名在城镇）。由于近年来经济的发展，原来老开发区的土地大都已经开发完毕，目前柘塘街道的全部和东屏街道的部分地区已经并入溧水经济开发区。
此外，溧水区还于2019年成立了江苏南京国家农业高新技术产业示范区。

## 交通

### 干线公路
- 长深高速
- 沪武高速
- 235国道
- 宁宣高速
- 溧芜高速
- 341省道
- 340省道
- 243省道
- 246省道
- 204省道

### 铁路
京杭客运专线设溧水站。
- 宁杭客运专线
- 宁宣黄高铁(规划中)

### 地铁
- S7号线
- S9号线

## 人口
溧水区常住人口50.94万人，其中，城镇人口33.89万人，占总人口比重（常住人口城镇化率）为66.53%。

## 经济
截至2022年，溧水区全年实现地区生产总值1034.01亿元，全体居民人均可支配收入53200元，同比增长4.6%。其中，城镇居民人均可支配收入67214元，同比增长3.6%；农村居民人均可支配收入34018元，同比增长6.2%。

## 語言
溧水区位于吴语与江淮官话的分界线上，白马、晶桥、石湫、和凤、洪蓝五镇为吴语区；柘塘和东屏的群力为江淮官话区；其中永阳街道新城区多讲吴语，老城区多讲江淮话，永阳街道的原城郊、东庐基本说吴语；吴语占总人口比重超过75%。

## 旅游
溧水风景秀丽，兼有山区和水乡两种风貌，植被保存完好，森林覆盖率高，旅游资源丰富，在环境改善方面先后获得国家生态示范县、国家卫生城市和国家园林城市等荣誉称号。溧水主要有天生桥（AAA）、傅家边(AAAA)大金山国防园(AAA)、无想山的无想寺天池、东庐山的观音寺等知名景点，还有已经开工建设的江苏石湫影视基地，一年一度的梅花节草莓节更是吸引了众多的游客前来观光旅游。而近年来由于生态环境的进一步改善，一些国家保护的野生动物也可以时常在溧水的乡间经常看到：在石臼湖，每年都有数千只天鹅前来越冬，被人们称为“天鹅湖”；在一些山区野猪野兔山鸡甚至已经“泛滥成灾”。溧水的特产也很丰富，有乾隆皇帝下江南时品尝并赐名的玉带糕，群力的老鹅，石湫的狗肉，明觉的酸菜，白马的黑莓，傅家边的梅子草莓等。